# خوسيه فيغيروا
خوسيه فيغيروا (بالإنجليزية: José Figueroa)‏ هو سياسي أمريكي، ولد في 1792، وتوفي في 19 سبتمبر 1835.